# Chương trình Kích thước Con người Quốc tế
Chương trình Kích thước Con người Quốc tế, viết tắt theo tiếng Anh là IHDP (International Human Dimensions Programme) là một tổ chức phi chính phủ quốc tế nghiên cứu các khía cạnh của con người và xã hội trong sự biến đổi toàn cầu.
IHDP thành lập năm 1990, là thành viên liên hiệp khoa học của Hội đồng Khoa học Xã hội Quốc tế (ISSC). Tổ chức đã giải thể năm 2014.

## Lịch sử
IHDP được Hội đồng Khoa học Xã hội Quốc tế (ISSC) thành lập vào năm 1990 với tên Chương trình Kích thước Con người (HDP).
Sau đó vào năm 1996 cùng với Hội đồng Khoa học Quốc tế (ICSU), ISSC thành lập với tên thường trực là Chương trình Kích thước Con người Quốc tế trong Thay đổi Môi trường Toàn cầu (IHDP).
Mười năm sau đó, Đại học Liên Hợp Quốc tham gia để tài trợ thể chế và chủ nhà. Thư ký đoàn vì thế chuyển từ Đại học Bonn đến khuôn viên của Liên Hợp Quốc, nơi nó đã có văn phòng tại tòa nhà "Langer Eugen", nhà cũ của "Hạ viện" của Bundestag Đức, cho đến khi đóng cửa vào tháng 6 năm 2014.

## Mục tiêu
IHDP là chương trình khoa học liên ngành hướng tới một sự hiểu biết tốt hơn về con người tương tác với và trong môi trường tự nhiên của họ.
Các chương trình tạo điều kiện cho đối thoại giữa khoa học và chính sách để đảm bảo kết quả nghiên cứu được đưa vào quy hoạch chính sách, quy trình làm luật, và giáo dục và đào tạo đến những gì sẽ là lãnh đạo tương lai trong lĩnh vực này.